# 餘因子矩陣
在線性代數中，餘因子是一種關於方陣之逆及其行列式的建構，餘因子矩陣的項是帶適當符號的子行列式。

## 定義
對一個 {\displaystyle n\times n} 矩陣 {\displaystyle A}，在 {\displaystyle (i,j)} 的子行列式（余子式） {\displaystyle M_{ij}} 定義為刪掉 {\displaystyle A} 的第 i 橫列與第 j 縱行後得到的行列式。令 {\displaystyle C_{ij}:=(-1)^{i+j}M_{ij}}，稱為 {\displaystyle A} 在 {\displaystyle (i,j)} 的餘因子（代数余子式）。矩陣 {\displaystyle \mathrm {cof} (A):=(C_{ij})_{i,j}} 稱作 {\displaystyle A} 的餘因子矩陣（余子矩阵）。餘因子矩陣的轉置稱為伴隨矩陣，記為 {\displaystyle \mathrm {adj} (A)}。

## 範例
考慮三階方陣
{\displaystyle B={\begin{bmatrix}b_{11}&b_{12}&b_{13}\\b_{21}&b_{22}&b_{23}\\b_{31}&b_{32}&b_{33}\\\end{bmatrix}}}
今將計算餘因子 {\displaystyle C_{23}}。子行列式 {\displaystyle M_{23}} 是下述矩陣（在 {\displaystyle B} 中去掉第 2 橫行與第 3 縱列）之行列式：
{\displaystyle M_{23}={\begin{vmatrix}b_{11}&b_{12}&\Box \\\Box &\Box &\Box \\b_{31}&b_{32}&\Box \\\end{vmatrix}}={\begin{vmatrix}b_{11}&b_{12}\\b_{31}&b_{32}\\\end{vmatrix}}=b_{11}b_{32}-b_{31}b_{12}}
根據定義得到
{\displaystyle \ C_{23}=(-1)^{2+3}(M_{23})}
{\displaystyle \ C_{23}=(-1)^{5}(b_{11}b_{32}-b_{31}b_{12})}
{\displaystyle \ C_{23}=b_{31}b_{12}-b_{11}b_{32}.}

## 餘因子分解
對一 {\displaystyle n\times n} 矩陣：
{\displaystyle A={\begin{bmatrix}a_{11}&a_{12}&\cdots &a_{1n}\\a_{21}&a_{22}&\cdots &a_{2n}\\\vdots &\vdots &\ddots &\vdots \\a_{n1}&a_{n2}&\cdots &a_{nn}\end{bmatrix}}}
其行列式 {\displaystyle \det A} 可以用餘因子表示：
{\displaystyle \ \det(A)=a_{1j}C_{1j}+a_{2j}C_{2j}+a_{3j}C_{3j}+...+a_{nj}C_{nj}}
（對第 j 縱行的餘因子分解）
{\displaystyle \ \det(A)=a_{i1}C_{i1}+a_{i2}C_{i2}+a_{i3}C_{i3}+...+a_{in}C_{in}}
（對第 i 橫列的餘因子分解）

## 古典伴隨矩陣
「古典伴隨矩陣」(classical adjoint matrix) 是餘因子矩陣的「轉置矩陣」，它與逆矩陣的計算有極大的關係。
{\displaystyle A^{-1}={\frac {\mathrm {adj} (A)}{\det(A)}}}

將餘因子矩陣
{\displaystyle {\begin{bmatrix}C_{11}&C_{12}&\cdots &C_{1n}\\C_{21}&C_{22}&\cdots &C_{2n}\\\vdots &\vdots &\ddots &\vdots \\C_{n1}&C_{n2}&\cdots &C_{nn}\end{bmatrix}}}
轉置之後，會得到「古典伴隨矩陣」：
{\displaystyle \mathrm {adj} (A)={\begin{bmatrix}C_{11}&C_{21}&\cdots &C_{n1}\\C_{12}&C_{22}&\cdots &C_{n2}\\\vdots &\vdots &\ddots &\vdots \\C_{1n}&C_{2n}&\cdots &C_{nn}\end{bmatrix}}}

## 克萊姆法則
克萊姆法則可以用餘因子寫成下述簡鍊的形式：
{\displaystyle \mathrm {cof} (A)^{t}A=A\mathrm {cof} (A)^{t}=\det(A)I_{n}}
當 {\displaystyle \det A\neq 0} 時，{\displaystyle A} 的逆矩陣由下式給出：
{\displaystyle A^{-1}={\dfrac {\mathrm {cof} (A)^{t}}{\det A}}}
此即線性方程組理論中的克萊姆法則。

## 文獻
- Anton, Howard and Chris, Rorres, Elementary Linear Algebra, 9th edition (2005), John Wiley and Sons. ISBN 0-471-66959-8

## 外部連結
- MIT Linear Algebra Lecture on Cofactors at Google Video, from MIT OpenCourseWare
- PlanetMath